# Exilanation
Exilanation ist ein Elektro-Musikprojekt aus Bielefeld. Die Band verknüpft Futurepop mit Aggrotech.

## Namensgebung
Der Bandname stellt durch die Begriffe Exil und Nation ein Oxymoron dar, welches sinnbildlich für Widersprüchlichkeiten steht, die vor allem in Songtexten (z. B. Antiist) und Albumtitel (z. B. Sunshine in the Daylight) kritisch thematisiert werden. Durch Teilung der Wortkombination in "Exil(e) a Nation" enthält der Bandname zusätzlich den Imperativ, sich gegen eine Mehrheit zu entscheiden.
Diese und weitere kryptische Außendarstellungen, etwa durch kontinuierliche Veröffentlichungszeitpunkte als Zahlenpalindrom (z. B. 11.11.11), der Rückwärtsbotschaft in Songs und durch Chiffre in Tracklistings, bekam die Band nicht nur aufgrund ihrer Herkunft (Bielefeldverschwörung) oft den Hintergrund der Konspiration nachgesagt.

„Eigentlich gibt es diese Band ja gar nicht... Zumindest gibt es Bielefeld laut der nach diesem Ort benannten Verschwörung nicht und somit müsste man auch die Anwesenheit der Elektroniker aus diesem Phantomstädtchen eigentlich anzweifeln.“

## Geschichte
Zunächst als Soloprojekt gegründet, entwickelte sich im Anfangsstadium eine Freundschaft zu der heutigen Band Rotersand, woraus 2 gemeinsame Songs resultieren, bei denen Exilanation zusätzliche Melodien (Additional Programmings) beisteuern durfte. Sowohl "Merging Oceans" als auch "Almost Violent" wurden auf Anhieb zu Erfolgen in den Deutschen Alternative Charts 2003.
Daran anschließend platzierte sich Exilanation beim Musikszenemagazin Sonic Seducer "Battle of the Bands", als einer der wenigen Bands überhaupt, in allen Kategorien unter den Top 3.
Im Jahre 2004 erhielt die Band ein Verlagsangebot vom AMC Alster Musikverlag sowie einen Plattenvertrag vom Label Dark Dimensions.
2005 entschied man sich jedoch für ein eigenes Veröffentlichungskonzept. Exilanation gründete mit Codeline Records ein Plattenlabel, welches sich auf den Einsatz von Digitalen Wasserzeichen spezialisiert hat. Die Musik der eigenen Band, als auch anderer Künstler wurde fortan in exklusiver Form vertrieben, um Urheberrechtsverletzungen zu begegnen. Ohne Werbebudget verkaufte sich das Debütalbum über digitale Märkte wie ITunes weit im 4-stelligen Dollarbereich. Die Anzahl der Verkaufseinheiten im Tonträgerbereich waren nach eigenen Angaben mit einer geringen 3-stelligen Auflagenzahl jedoch nur mäßig erfolgreich, konnten allerdings noch durch Konzerte als Support für Funker Vogt deutlich gesteigert werden.
Seit 2006 wurden alle weiteren Veröffentlichungen (darunter auch ehemalige Demos) nach dem gleichen Prinzip mit Audiowasserzeichen besonders erfolgreich geschützt und exklusiv veröffentlicht. In den Folgejahren tauchte kein neues Album der Band mehr illegal in Tauschbörsen auf.
Als ein außergewöhnliches Novum veröffentlichte die Band 2007 ihr Album "Sunshine in the Daylight" mit Gastsänger Danny Marx Young (Sohn von John Paul Young, "love is in the air") und Henrik Iversen (Namnambulu, Sonic Decoy) auf USB-Sticks. Eine weitere Besonderheit folgte im nächsten Jahr, als eine CD unter dem Namen "Trilogy", komplett individuell mit allen von Exilanation produzierten Remixen vom Konsumenten selber zusammengestellt werden konnte (Audio-on-Demand). Die Besonderheit liegt hierbei mit Augenmerk keinen Download, sondern eine CD rein physikalisch anzubieten. Eine Abgabe mit fester Tracklist an weitere Händler war somit nicht möglich.
Im Jahre 2009 beendete die Band ihre Liveaktivitäten und ist nur noch mit Gastauftritten auf der Bühne zu sehen.

## Auszeichnungen
- 2. Platz in der Leserwertung des Sonic Seducer Nachwuchswettbewerbs "Battle of the Bands 2003"
- 3. Platz in der Jurywertung des Sonic Seducer Nachwuchswettbewerbs "Battle of the Bands 2003"

## Diskografie

### Alben
- 2005 EBM is not dead (15-Track Jewelcase CD-Album) Codeline Records, SX Distribution, VÖ: vorgesehen am 05.05.05 (tatsächlich 26.09.)
- 2006 The Matrix is real-loaded (18-Track Jewelcase Nachveröffentlichung) Codeline Records, VÖ: 06.06.06
- 2007 Sunshine in the Daylight (15-Track USB-Stick & Jewelcase Album) Codeline Records, VÖ: 07.07.07
- 2008 Trilogy (15-Track Jewelcase Remixalbum) Codeline Records, VÖ: 08.08.08
- 2010 Confusion Remixes (12-Track Digitale Nachveröffentlichung CD-Maxi/EP) Codeline Records, VÖ: 10.10.10

### Demos
- 2002 EBM is not dead (6-Track Demo CD-R) Eigenvertrieb in Kartonstecktasche oder wahlweise Superjewelcase
- 2004 The Matrix is real (12-Track Demo CD-R) Eigenvertrieb in Kartonstecktasche oder wahlweise Jewelcase
- 2005 Confusion Remixes (12-Track Maxi/EP CD-R) Eigenvertrieb in Folientasche oder wahlweise Jewelcase